# Myrmecocystus colei
Myrmecocystus colei är en myrart som beskrevs av Roy R. Snelling 1976. Myrmecocystus colei ingår i släktet Myrmecocystus och familjen myror. Inga underarter finns listade i Catalogue of Life.

## Bildgalleri

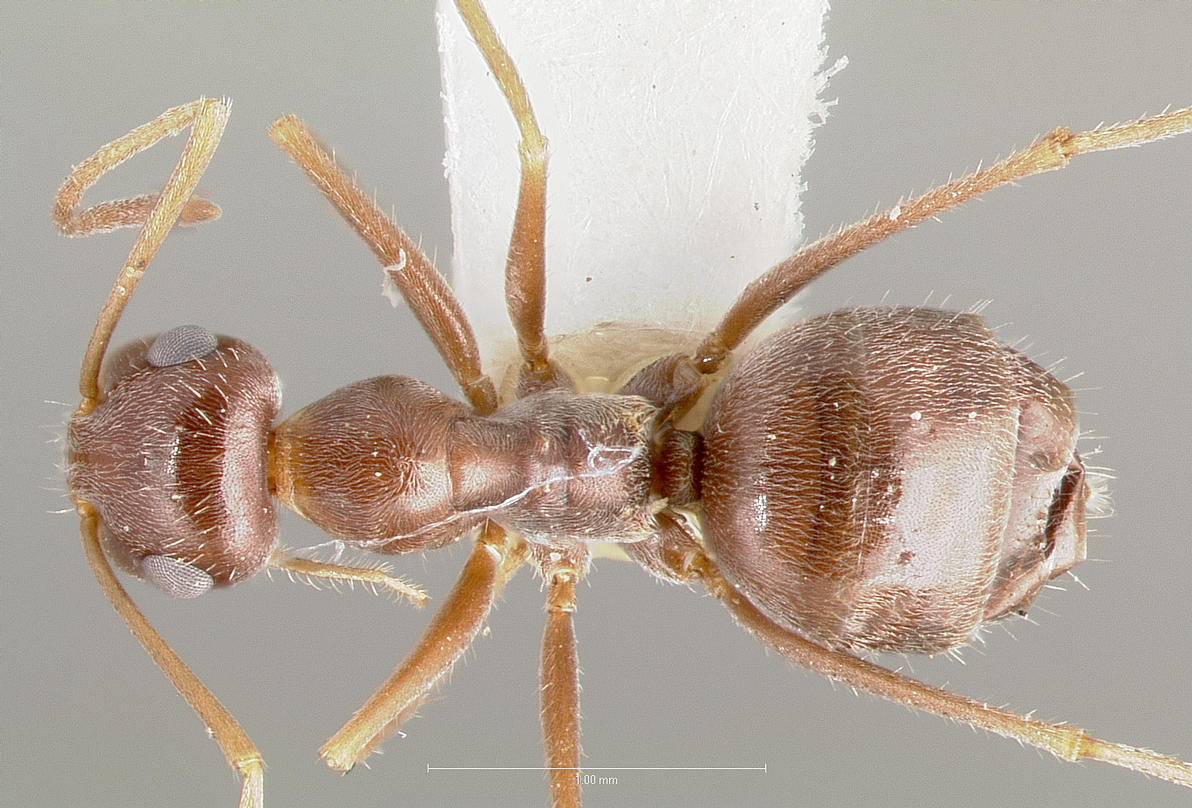
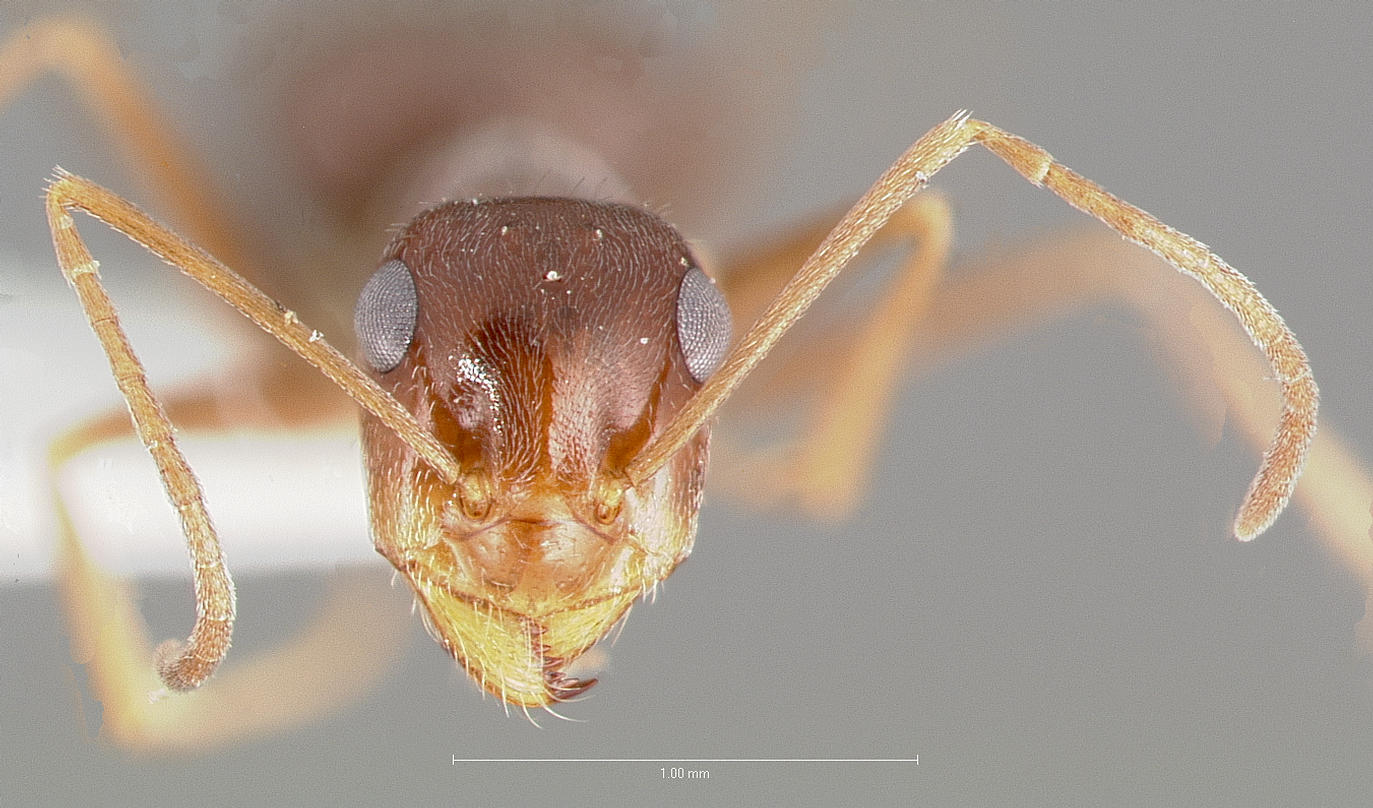
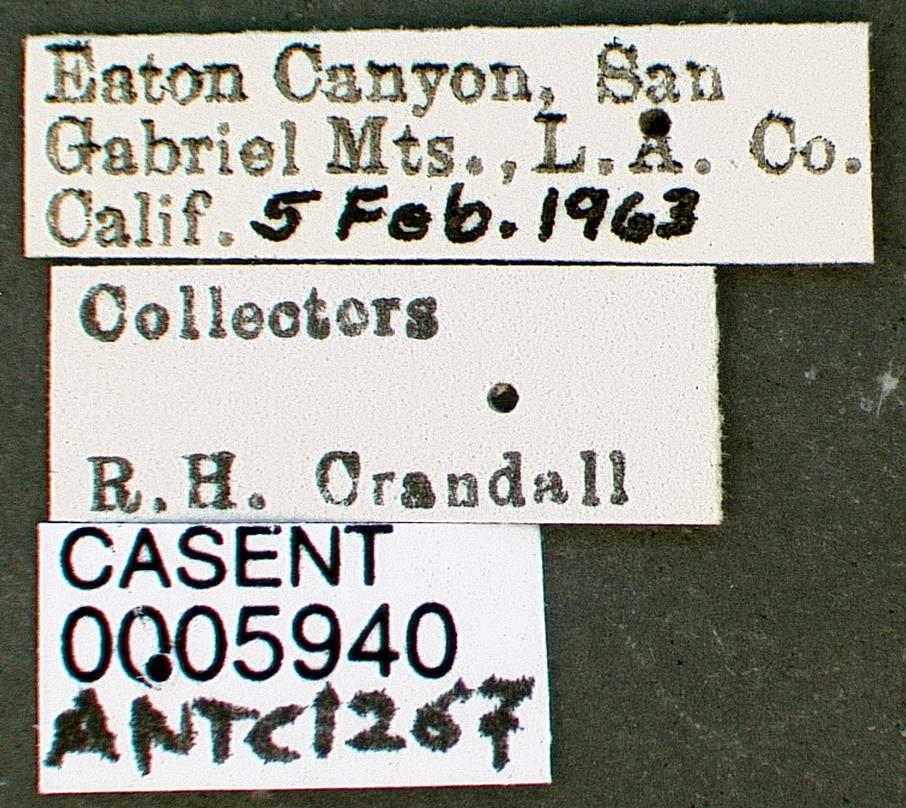